# AC St. Louis
Athletic Club of St. Louis was een Amerikaanse voetbalclub uit St. Louis.
De club werd in 2009 opgericht met het oog op deelname aan de nieuwe North American Soccer League (NASL) die in 2010 van start zou gaan. Omdat de NASL een jaar uitgesteld werd, nam AC St. Louis in 2010 deel aan de USSF Division 2 Professional League in de NASL Conference waarin het vijfde van de zes deelnemers werd en elfde van de twaalf in de eindstand van de USFF 2. De eerste trainer was de Fransman Claude Anelka, de oudere broer van Nicolas Anelka. Hij werd halverwege het seizoen vervangen door Dale Schilly. AC St. Louis eindigde als vijfde in de NASL Conference en elfde in de eindranking. In januari 2011 werd de club wegens financiële problemen opgeheven.

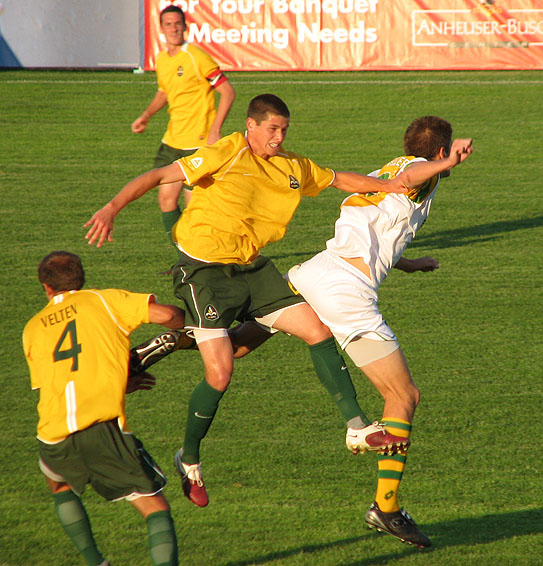
AC St. Louis (geel) tegen Tampa Bay

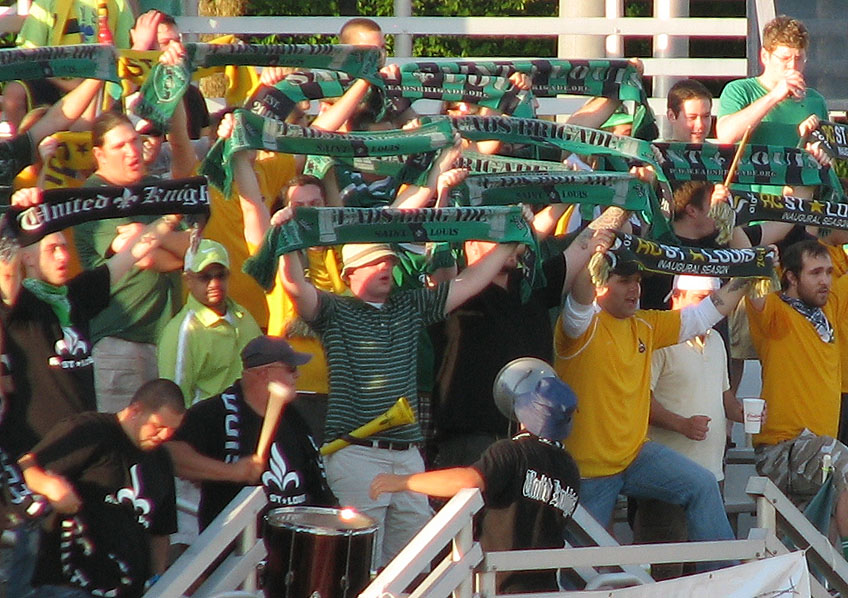
Supporters van de club